# Bernard-François Balzac
Bernard-François Balzac, né le 22 juillet 1746 au lieu-dit « la Nougayrié » à Montirat (Tarn) et mort le 19 juin 1829 à Paris, est un administrateur français.

## Biographie
Bernard-François Balssa quitte à l'âge de vingt ans la ferme familiale après avoir été emprisonné à Lagarde-Viaur. Employé par l'administration des Domaines de la Couronne, on le retrouve en 1771, à l'âge de 25 ans, comme secrétaire du marquis Antoine François Bertrand de Molleville à Toulouse et à Montesquieu-Volvestre puis au Conseil du Roi. 
Bernard-François Balssa prend le nom de Balzac à Paris entre 1773 et 1783. Il est protégé sous la Révolution par le conventionnel et général tarnais Jean-Pierre Lacombe-Saint-Michel, dont la cousine germaine, Marie-Brigitte Lacombe de Blanchefort, avait épousé en 1777 Jean Balssa (1748-1825), le frère cadet de Bernard-François.

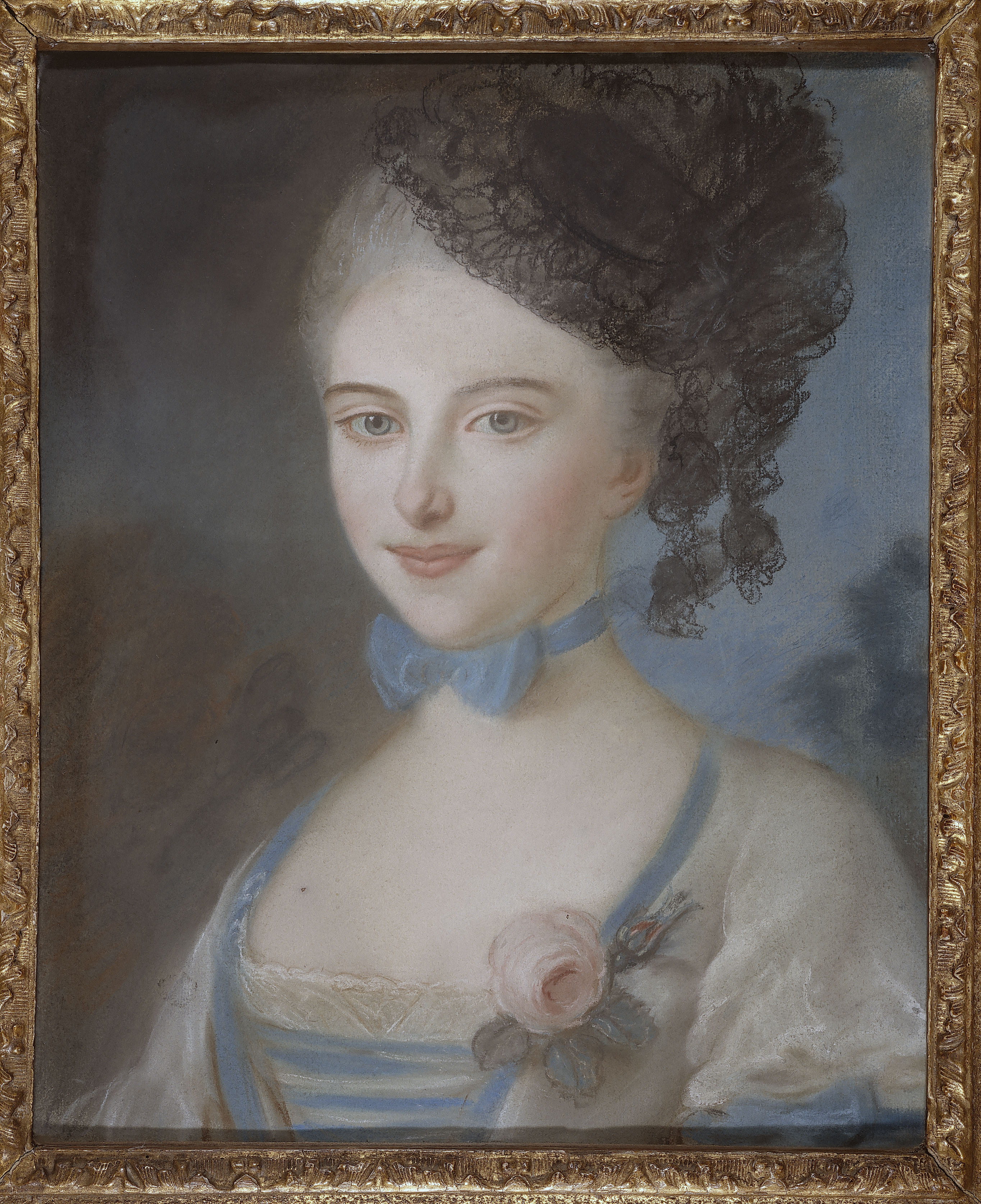
Portrait de son épouse Anne-Charlotte-Laure Sallambier.

Il travaille ensuite comme secrétaire général de la banque Daniel Doumerc à Paris ; c'est dans ce milieu qu'il rencontre les Sallambier, famille parisienne de passementiers du quartier du Marais, dont il épouse l'une des filles, Anne-Charlotte-Laure (1778-1854), le 30 janvier 1797, de cette union naîtra Honoré de Balzac (1799-1850). 
Avec son épouse, il s'installe à Tours en 1798, Bernard-François Balzac devenant, sous le Directoire, directeur des vivres de la 22e division militaire. Son ami et protecteur, le préfet d'Indre-et-Loire, François René Jean de Pommereul (père de Gilbert de Pommereul), le fait nommer administrateur de l'hospice général de Tours. Bernard-François Balzac est également assesseur du juge de paix et, de 1803 à 1808, adjoint au maire de Tours.
Il est nommé ensuite directeur des vivres et des approvisionnements aux Armées de la première division de Paris.

## Publications
- Mémoire sur les moyens de prévenir les vols et les assassinats et de ramener les hommes qui les commettent aux travaux de la Société, 1807
- Histoire de la rage, 1807